# Respekt
Respekt betecknar i vardagligt tal aktning eller vördnad för en person. Mer konkret innebär detta att man värdesätter en persons egenskaper. Respekt kan även kännas och visas för abstrakta ting, som en nation eller religion.
En rad filosofer har gjort olika försök att utreda begreppet. En av flera frågor som har diskuterats är vilka olika former av respekt som finns. Joel Feinberg skrev 1975 en artikel där han identifierade tre former av respekt. Den första formen, Respekt, beskriver han som en känsla av rädsla. Det kan exempelvis röra sig om den typ respekt en sjöfarare bör ha för havet, eller en nattvandrare har för gatugäng. Den andra formen, Observantia, är den moraliska formen av respekt. Den innebär att objektet för ens respekt genom sin blotta existens ställer rättmätiga krav på hur man behandlar det. Feinberg menar att denna form av respekt historiskt kom senare än den första formen, först visad för ofarliga men goda människor och senare för alla människor. Det är observantia som hänsyftas då man talar om lika respekt för alla. Den tredje formen av respekt, Reverentia betecknar den speciella känsla av vördnad man har när man står inför någonting extraordinärt eller sublimt. Det är en känsla som gör en ödmjuk och upphöjer den som känner den. Feinberg menar att det är denna sista form av respekt Immanuel Kant talar om när han diskuterar den känsla som väcks inom människor när de konfronteras med den moraliska lagen och människor som lever enligt den.
Andra filosofer, som Stephen D. Hudson och Stephen Darwall, har formulerat andra sätt att särskilja olika former av respekt på.